# Histoire du Tatarstan
 (avril 2024).
Le territoire du Tatarstan, république de la fédération de Russie, était habité par différents groupes durant la période préhistorique. L'État du Khanat bulgare de la Volga s'est développé au Moyen Âge et a été pendant un certain temps soumis aux Khazars. Les Bulgares de la Volga sont devenus musulmans et ont incorporé divers peuples turcs pour former le groupe ethnique moderne des Tatars de la Volga.

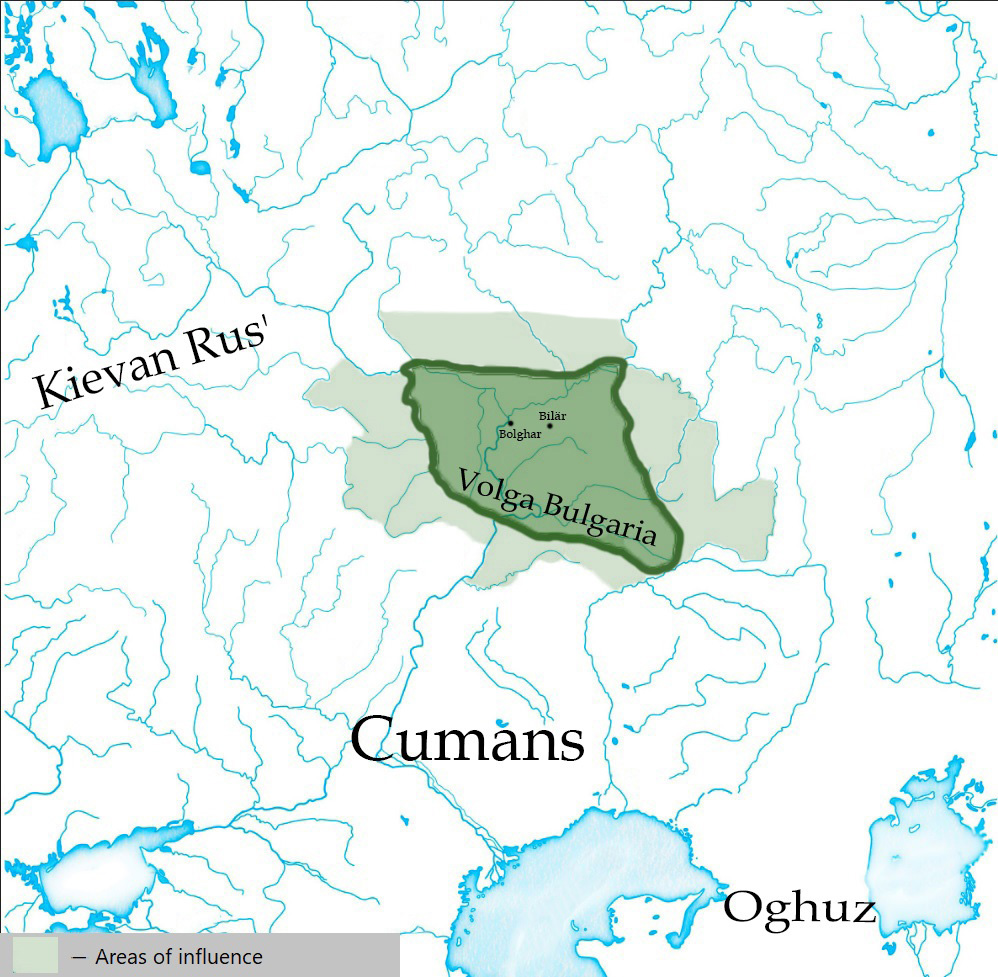
Carte du khanat des Bulgares de la Volga.

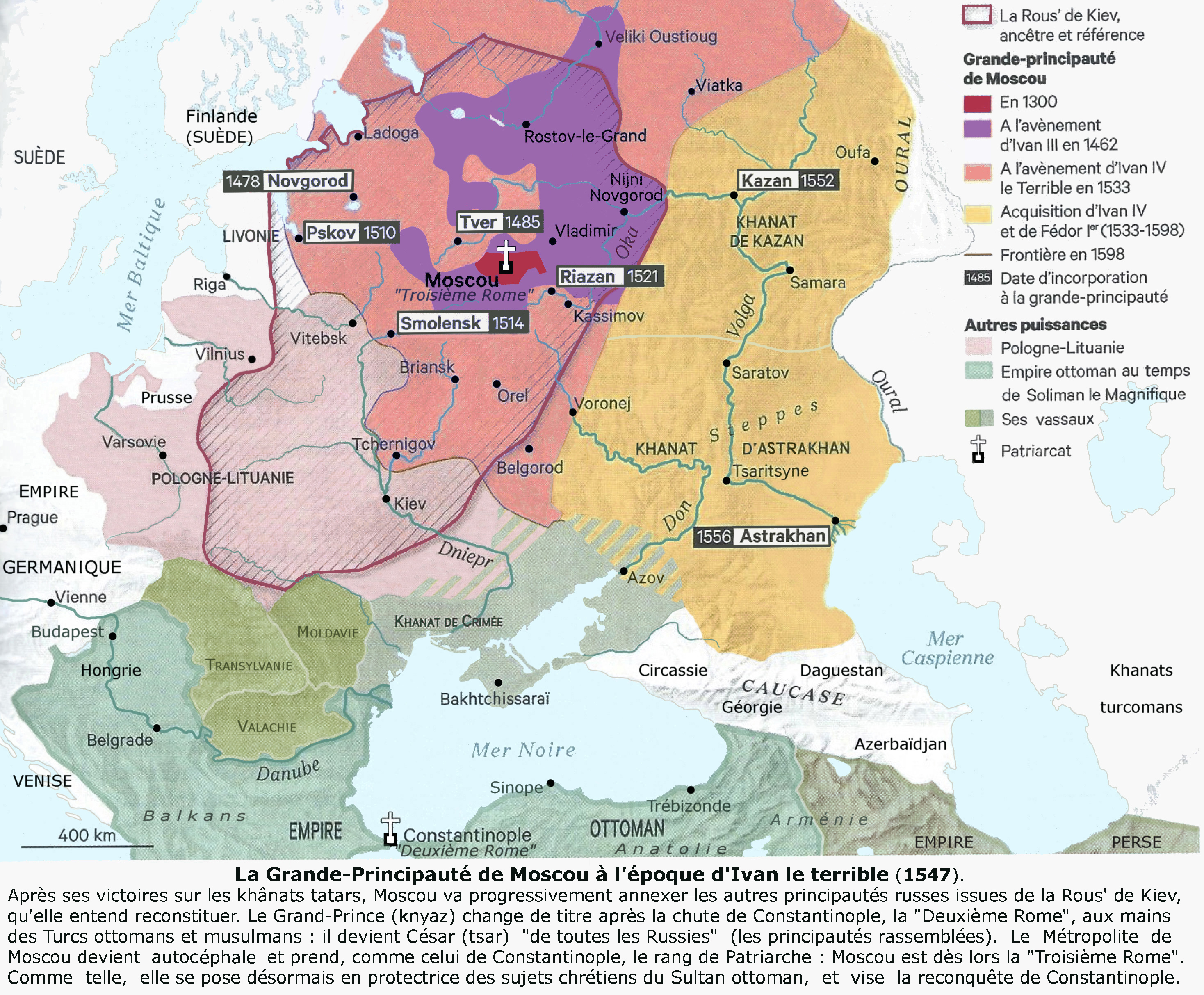
Carte de la Russie sous Ivan IV (« le Terrible »), qui annexe le Tatarstan en 1552.

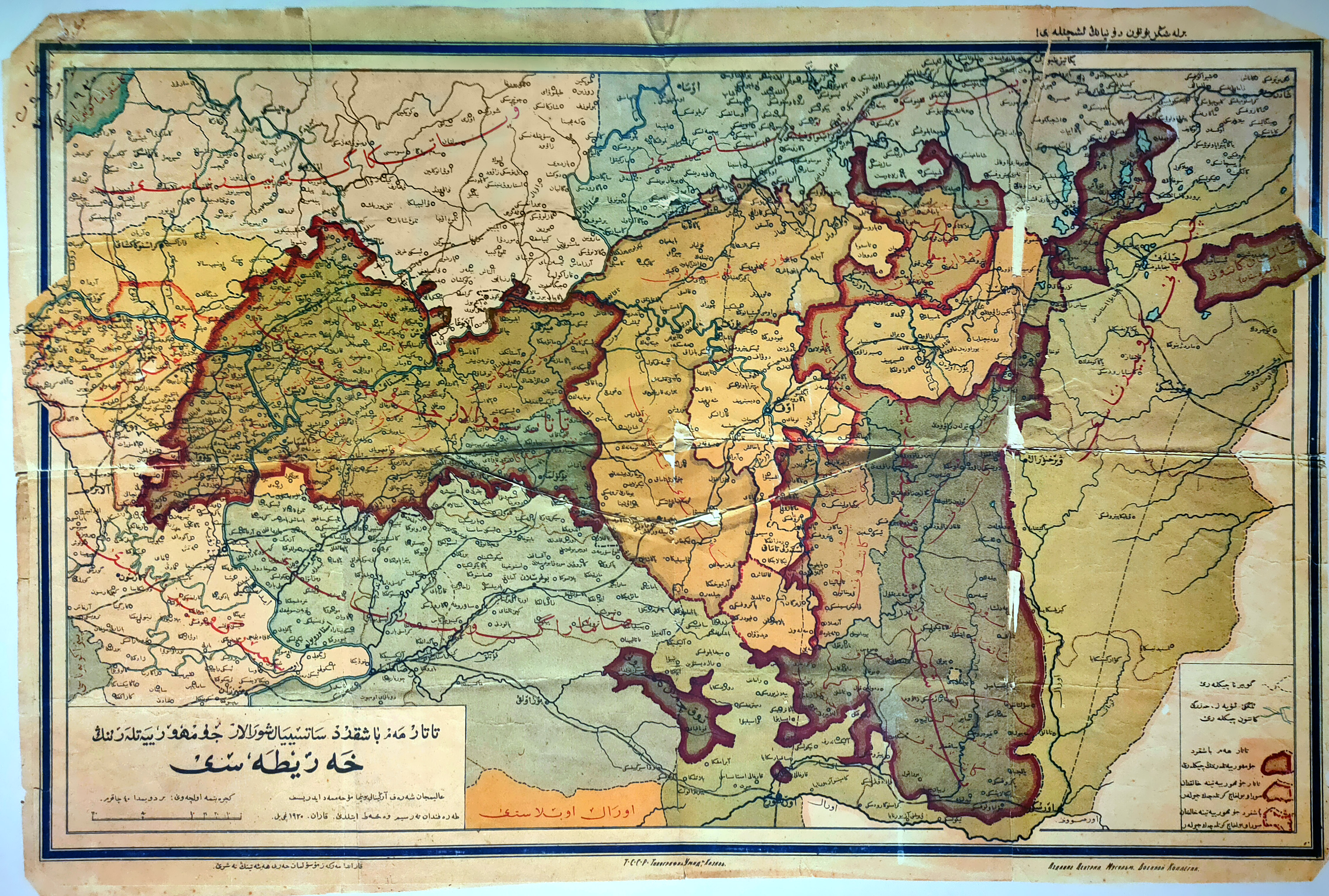
Carte du Tatarstan et de la Bachkirie en 1920.

La région passa sous la domination du Khanat de Kazan au XVe siècle. Le khanat fut conquis par Ivan le Terrible en 1552 et aboli comme vassal en 1708. Cette période fut marquée par la colonisation de la région par les Russes et les tentatives de conversion au christianisme orthodoxe, provoquant de nombreuses rébellions parmi les Tatars et les groupes voisins. À la fin du XVIIIe siècle et au XIXe siècle, l'industrie s'est développée, les conditions économiques se sont améliorées et les Tatars ont obtenu un statut plus égal à celui des Russes. Cependant, la conscience nationale tatare grandissait et lors de la révolution d'octobre 1917, des institutions nationales furent établies et l'indépendance déclarée sous le nom d'État d'Idel-Oural. Après plusieurs années de guerre civile, le gouvernement soviétique supprima l'indépendance et créa la république socialiste soviétique autonome tatare au sein de l'Union soviétique.
Sous le régime soviétique, il y eut une famine suivie d'un déclin progressif de la langue, de la culture et de la religion tatare, tant chrétienne que musulmane. La découverte d'importants gisements de pétrole a contribué à promouvoir une nouvelle croissance importante de l'industrie. Au moment de la chute de l'URSS en 1991, de nouveaux mouvements d'indépendance ont eu lieu, mais en 1994, la région, sous le nom de Tatarstan, est devenue une république constitutive de la fédération de Russie. 

## Histoire ancienne
La première forme d'organisation connue dans la région de l'actuel Tatarstan est le Khanat bulgare de la Volga (IXe siècle – 1236).
En 1236 elle est détruite, sous la direction de Batu par les Mongols qui incluent la région dans la Horde d'or (1236 — 1502), l'un des quatre grands khanats de l'Empire mongol. La langue du khanat est le couman, langue turque des Coumans (Kipchaks, Kaptchaks, Polovtses).

## Empire russe
Au XIXe siècle, apparut dans cette région, sous l'impulsion de Ismail Gasprinski, le jadidisme (dérivé de usul ul-jadid, signifiant, « nouvelle méthode »), un courant de l'islam moderniste, poussant notamment à davantage de tolérance avec les autres religions.

## Union soviétique
Au cours des années qui précédèrent la dislocation de l'Union soviétique (1991), les autorités de la république socialiste soviétique autonome de Tatarie réclamèrent le statut de république soviétique à part entière, et non de république autonome au sein de la RSFS de Russie.

## Russie
Le 30 août 1990, le Soviet suprême de la RSSA de Tatarie adopte la déclaration de la souveraineté. Le 21 mars 1992 les autorités tatares organisent un référendum (auquel assistaient des observateurs internationaux) dont la question était :

« Êtes-vous d'accord pour que la république tatare soit un sujet de droit international ? »

Une majorité de la population (61,4 %) s'est alors prononcée pour l'indépendance (sujet de droit international).
Le 31 mars 1992, le Tatarstan et la Tchétchénie refusent de signer le Traité fédératif visant à remplacer le traité de l'Union élaboré par Mikhaïl Gorbatchev.
En décembre 1991, le Soviet suprême de la république déclare l'adhésion du Tatarstan à la CEI comme membre fondateur. Cependant, le Tatarstan est demeuré intégré à la fédération de Russie, mais disposant d'une autonomie plus importante que toutes les autres entités qui la composent, et même de représentations plénipotentiaires à l'étranger (notamment en France, au 6 rue du Docteur-Finlay, à Paris).
La répartition des compétences entre le Tatarstan et le centre fédéral se fonde sur la Constitution du Tatarstan, la Constitution de la Russie et le Traité sur la délimitation des compétences, signé en 1994 et en 2007. Ce dernier est arrivé à échéance en 2017 et n'a plus été renouvelé.
La politique d'harmonisation de la législation initiée par Vladimir Poutine dans les années 2000, a amené un retour à une plus stricte intégration dans la fédération. Toutefois les choix économiques et les relations internationales sont empreints d'une vaste autonomie, et une politique d'encouragements envers les PME et les partenariats avec les entreprises étrangères est fortement en hausse, malgré la crise.
Mintimer Chaïmiev fut le président de la république du Tatarstan du 12 juin 1991 au 25 mars 2010 date à laquelle Roustam Minnikhanov lui a succédé. Farid Moukhamedchine est le président de l'assemblée législative (Gossovet) du Tatarstan depuis le 27 mai 1998.